# Pseudodebis modesta
Pseudodebis modesta är en fjärilsart som beskrevs av Hayward 1949. Pseudodebis modesta ingår i släktet Pseudodebis och familjen praktfjärilar. Inga underarter finns listade i Catalogue of Life.